# Johann Jakob Geymüller

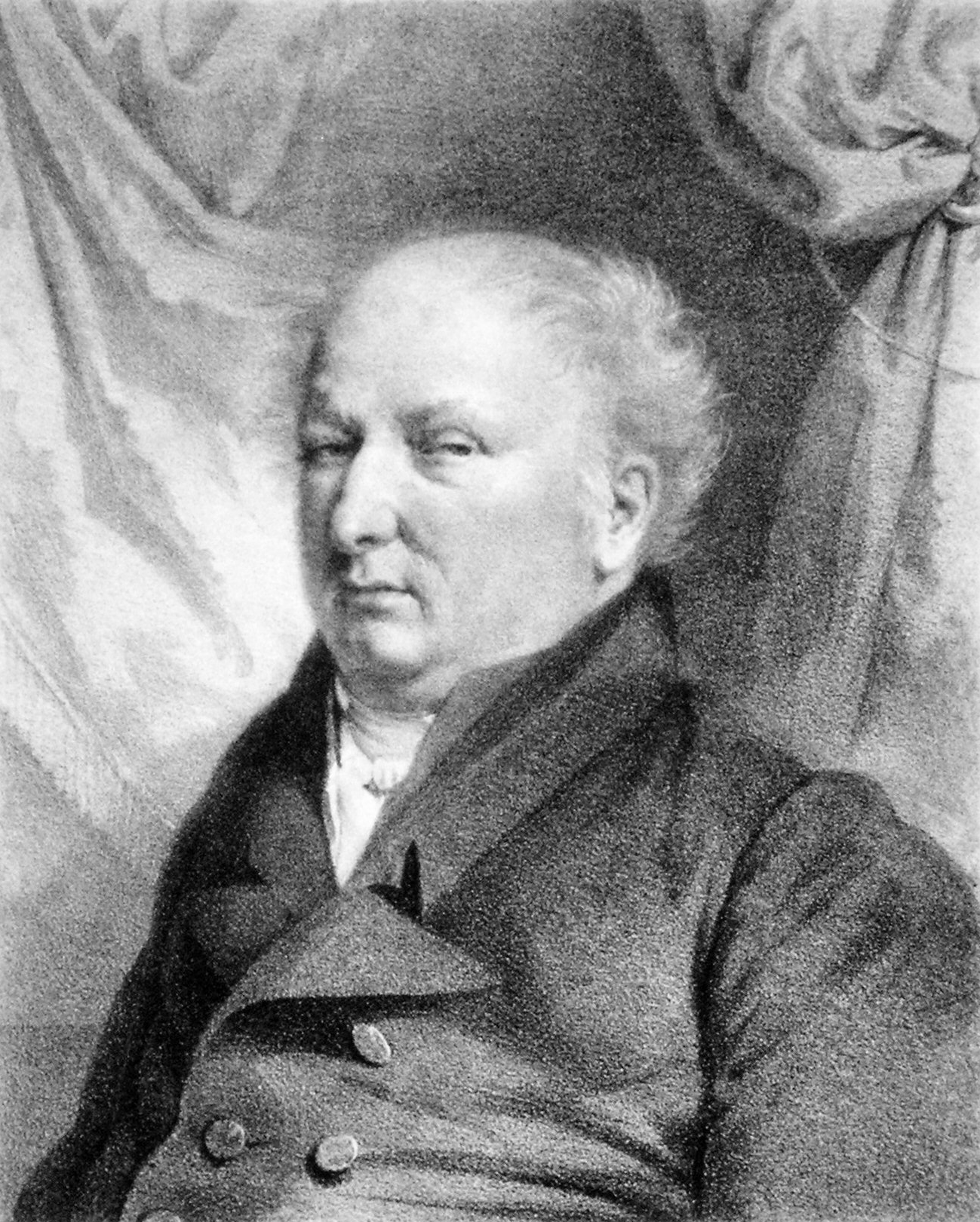
Johann Jakob von Geymüller

Johann Jakob Geymüller (* 6. September 1760 in Basel; † 10. Mai 1834) war ein Schweizer Bankier.

## Leben
Zusammen mit seinem Bruder Johann Heinrich Geymüller (1754–1824) trat er in Wien in das Bankhaus des Schweizers Peter Ochs ein, das sie nach dessen Tod 1804 unter dem Namen Geymüller & Co weiterführten. Die Bank brachte unter anderem den Betrag von 32 Millionen Francs auf, die Napoleon nach der französischen Besetzung Wiens 1806 als Kontribution verlangte.
Die Geymüllers gehörten zu den Pionieren der Wiener Zweiten Gesellschaft in der ersten Hälfte des 19. Jahrhunderts. Außer dem Bankhaus besaßen sie weitere Besitzungen in Niederösterreich und Wien und auch in Böhmen. So besaß Johann Jakob die Herrschaften Hollenburg und Eisenthür sowie das Geymüllerschlössel in Pötzleinsdorf, das damals noch nicht zu Wien gehörte. Johann Heinrich besaß das Schloss Pötzleinsdorf. In der Wiener Wallnerstraße besaßen die Brüder, die im Jahr 1810 geadelt wurden, ebenfalls ein Palais, das Palais Caprara-Geymüller. Dieses Palais stellte einen der Mittelpunkte des gesellschaftlichen Lebens im Wien des Vormärz dar. So lernte Franz Grillparzer seine „ewige Braut“ Kathi Fröhlich kennen, deren Schwester Musiklehrerin der Töchter der Geymüllers war.
Der Sohn von Johann Jakobs Schwester Ursula, Johann Heinrich von Geymüller der Jüngere, war auch im Bankhaus tätig.
Geymüller unterhielt in seinem im frühen 19. Jahrhundert nach Plänen von Josef Kornhäusl erbauten Schloss in Hollenburg eine bemerkenswerte Gemäldesammlung, die unter anderem in der 1907 erschienenen Ausgabe der Österreichischen Kunsttopographie beschrieben wird.